# Lesmone angina
Lesmone angina är en fjärilsart som beskrevs av Achille Guenée 1852. Lesmone angina ingår i släktet Lesmone och familjen nattflyn. Inga underarter finns listade i Catalogue of Life.